# SuperHeavy
SuperHeavy foi um supergrupo de rock composto por Mick Jagger, David A. Stewart, Joss Stone, Damian Marley e A. R. Rahman. Joss Stone e Dave Stewart já colaboraram com Mick Jagger. A formação da banda foi anunciada a 20 de maio de 2011. Jagger disse sobre a banda:
| “ | Nós queremos convergir estilos musicais diferentes... Estamos sempre a misturá-los, mas eles estão sempre separados. | ” |

## História
Inicialmente foi concebido para promover o lançamento de uma nova plataforma desenvolvida pela Nokia, para os seus smartphones, a banda é formada pelo vocalista dos The Rolling Stones Mick Jagger, pelo antigo guitarrista dos Eurythmics Dave Stewart, pela vocalista Joss Stone e pelo filho mais novo de Bob Marley, Damian Marley. Jagger e Stewart depois chamaram o músico indiano A.  R. Rahman, que é designado como o mais promissor compositor do mundo.
Eventualmente o contrato com a Nokia falhou. Decidiram continuar, apresentando-se como um grupo formado por eles próprios e não como uma unidade pré-fabricada, juntos por uma empresa de comunicação. Começaram a trabalhar no seu álbum de estreia no início de 2009, quando Jagger, Stewart, Joss Stone, Damian e Rahman experimentaram num estúdio em Los Angeles, tentando "escrever músicas com significado". Eles gravaram cerca de 35 horas de música com algumas canções originalmente com duração de "uma hora e dez minutos" antes de cortarem. O álbum foi revisto nos Jim Henson Studios, em Los Angeles, a 30 de junho de 2011. A banda tocou oito das músicas gravadas num evento. O single de estreia, "Miracle Worker" foi lançado a 6 de julho com críticas positivas.
A data de lançamento do álbum foi agendada para 20 de setembro de 2011. A capa foi desenhada por Shepard Fairey, o responsável da campanha eleitoral de Barack Obama, em 2008.

## Discografia
Álbuns de estúdio
- SuperHeavy (2011)

Singles
- "Miracle Worker" (2011)